# Mërgim Berisha
Mërgim Berisha (ur. 11 maja 1998) – niemiecki piłkarz, występujący na pozycji środkowego napastnika.

## Kariera klubowa

### Liefering
7 listopada 2014 roku miał miejsce debiut Berishy w zawodowej piłce. Będąc zawodnikiem Liefering, pojawił się na boisku w 73. minucie meczu przeciwko Mattersburgowi. Zaledwie 50 sekund po wejściu na boisko zdobył gola dla swojej drużyny, a mecz ostatecznie zakończył się wygraną Liefering 3-1.

### Red Bull Salzburg
28 grudnia 2016, Berisha podpisał swój pierwszy profesjonalny kontrakt z drużyną Red Bull Salzburg. Umowa podpisana została na okres 4 lat. 3 kwietnia 2017 r. zadebiutował w nowych barwach, w wygranym 5-0 wyjazdowym meczu z SC Rheindorf Altach, zmieniając w 77. minucie Wandersona. Berisha był także w kadrze drużyny, która wygrała Ligę Młodzieżową UEFA 2016/17, będąc jednym z najlepszych strzelców w turnieju zdobywając łącznie 7 bramek.

#### Wypożyczenie do LASK
21 sierpnia 2017 Berisha dołączył do drużyny LASK Linz na zasadzie rocznego wypożyczenia. Pięć dni później zadebiutował, w przegranym 1-0, wyjazdowym meczu z Rapidem Wiedeń, po tym jak został desygnowany do gry w pierwszym składzie.

#### Wypożyczenie do 1. FC Magdeburg
19 czerwca 2018 r. Berisha został wypożyczony do drużyny 2. Bundesligi, 1. FC Magdeburg. W ciągu rundy jesiennej zaliczył jednak zaledwie 13 minut ligowych na boisku w związku z czym wypożyczenie skrócono zimą 2019 roku.

#### Wypożyczenie SC Rheindorf Altach
10 stycznia 2019 r. Berisha był już piłkarzem SC Rheindorf Altach. Pierwotnie wypożyczenie miało obowiązywać do końca sezonu 2019/2020. Berisha w barwach drużyny z Altach prezentował się jednak bardzo dobrze (14 bramek w 31 występach ligowych), w efekcie czego 6 stycznia 2020 roku wrócił do swojego macierzystego klubu.

#### Powrót do Red Bull Salzburg
14 lutego 2020 r. zagrał pierwszy mecz po powrocie, w przegranym u siebie 2-3, meczu z byłym klubem LASK. W 59. minucie tego spotkania zastąpił na boisku Patricka Farkasa.
Sezon 2020/2021 okazał się przełomowym sezonem dla jego pobytu w Salzburgu. 3 listopada 2020 roku, strzelił swojego pierwszego gola w Lidze Mistrzów UEFA, w przegranym 2-6 meczu z Bayernem Monachium. Do bramki trafił także w rewanżowym spotkaniu rozegranym w Monachium. 1 grudnia zdobył dwie bramki w meczu przeciwko Lokomotiwowi Moskwa, co pozwoliło Red Bull Salzburg zapewnić sobie trzecie miejsce w grupie i zyskać miejsce w fazie pucharowej Ligi Europy 2020/21.
1 maja 2021 r. Berisha strzelił jedną z bramek w finale Pucharu Austrii, zapewniając klubowi trzeci z rzędu tytuł w krajowym pucharze.

## Kariera reprezentacyjna
7 października 2019 Berisha otrzymał powołanie do kadry Niemiec U-21 na mecz towarzyski z Hiszpanią. i mecz kwalifikacyjny do Mistrzostw Europy U-21 z Bośnią i Hercegowiną. Później znalazł się w kadrze na Mistrzostwa Europy U-21 w których to Niemcy zdobyli złoty medal.

## Życie osobiste
Berisha urodził się w Berchtesgaden w Niemczech. Jego rodzice są Albańczykami pochodzącymi z Suva Reka w Kosowie.

## Tytuły

### Klubowe
Red Bull Salzburg
- Austriacka Bundesliga : 2016/17, 2019/20
- Puchar Austrii : 2016/17, 2019/20, 2020/21
- Liga Młodzieżowa UEFA : 2016/17

### Reprezentacyjne
U-21
- Mistrzostwa Europy U-21 w piłce nożnej : 2021